# Kieran Showler-Davis
Kieran Showler-Davis (ur. 14 listopada 1991) – brytyjski lekkoatleta specjalizujący się w biegach sprinterskich. 
Dotarł do półfinału biegu na 200 metrów podczas mistrzostw świata juniorów w Moncton (2010). W 2011 zdobył na młodzieżowych mistrzostwach Europy srebro w biegu rozstawnym 4 x 100 metrów
Rekordy życiowe: bieg na 100 metrów – 10,36 (14 sierpnia 2013, Londyn); bieg na 200 metrów – 20,75 (20 czerwca 2010, Bedford). 

## Osiągnięcia
| Rok  | Impreza                        | Miejsce | Konkurencja        | Lokata     | Wynik |
| ---- | ------------------------------ | ------- | ------------------ | ---------- | ----- |
| 2010 | Mistrzostwa świata juniorów    | Moncton | bieg na 200 m      | półfinał   | 21,18 |
| 2011 | Młodzieżowe mistrzostwa Europy | Ostrawa | sztafeta 4 x 100 m | 2. miejsce | 39,10 |